# Marine Recruit Training Regiment San Diego
Le Marine Recruit Training Regiment San Diego (MCRDSD pour Marine Corps Recruit Depot de San Diego), basé à San Diego, Californie, est un régiment de formation du Marine Corps des États-Unis. Il est composé de trois bataillons de formation des recrues: 1e, 2e et 3e et d'unités de recrutement et de support. Il est chargé de la formation de toutes les recrues masculines qui s'engagent dans le Corps des Marines à l'ouest du Mississippi.
Chaque bataillon est responsable de s'assurer que chaque compagnie en son sein respecte les procédures établies par le régiment d'instruction des recrues. 

## Histoire
En 1921, le MCRDSD a été officiellement mis en service et, en 1923, après avoir déménagé de Mare Navy Shipyards à Vallejo, Californie à San Diego, il est devenu le principal centre de recrutement pour la côte ouest. Pendant la Seconde Guerre mondiale, le flux de recrues dans la base a augmenté, 18 000 recrues étant arrivées en un mois. En 1948, la base qui l'héberge fut officiellement nommée Marine Corps Recruit Depot San Diego et abrite entre autres le Recruit Training Regiment. 
Dans les années 1970, l'accent a été mis sur l'effort de recrutement et le dépôt est devenu le siège de la région de recrutement de l'Ouest.

## Organisation
L'unité, chargée du recrutement et de la formation se divise en plusieurs entités:
- bataillon de quartier général
- fanfare des Marines de San Diego
- bataillon de formation au tir et au service en campagne
- 8e District de recrutement (Fort Worth, Texas)
- 9e District de recrutement (Naval Station Great Lakes, Illinois)
- 12e District de recrutement (San Diego)
- Régiment de formation avec 1 bataillon support et 3 bataillons de formation

## Programme de formation
La formation des recrues comprend un processus de treize semaines au cours duquel la recrue est coupée du monde civil et doit s'adapter au mode de vie du Marine Corps. Au cours de la formation, les instructeurs forment des recrues dans une grande variété de sujets, y compris la formation aux armes, le programme d'arts martiaux du Marine Corps, l'hygiène personnelle et la propreté, les exercices de défilé et l'histoire du Marine Corps. La formation met l'accent sur la forme physique et les recrues doivent atteindre un niveau minimum de condition physique pour obtenir leur diplôme en réussissant un test de condition physique. Les recrues doivent également satisfaire à des qualifications minimales de natation axée sur le combat, se qualifier au tir au fusil avec le fusil de service M16A4 et réussir un exercice de combat simulé de 54 heures appelé «Le creuset». Contrairement à la formation à Parris Island, les recrues doivent quitter le dépôt pour effectuer une formation sur le terrain. Trois semaines de la formation se passent à Edson Range dans le Marine Corps Base Camp Pendleton, où les recrues utilisent le champ de tir, effectuent une formation sur le terrain et participent au creuset. À la fin, les recrues retournent au MCRD de San Diego pour obtenir leur diplôme. 

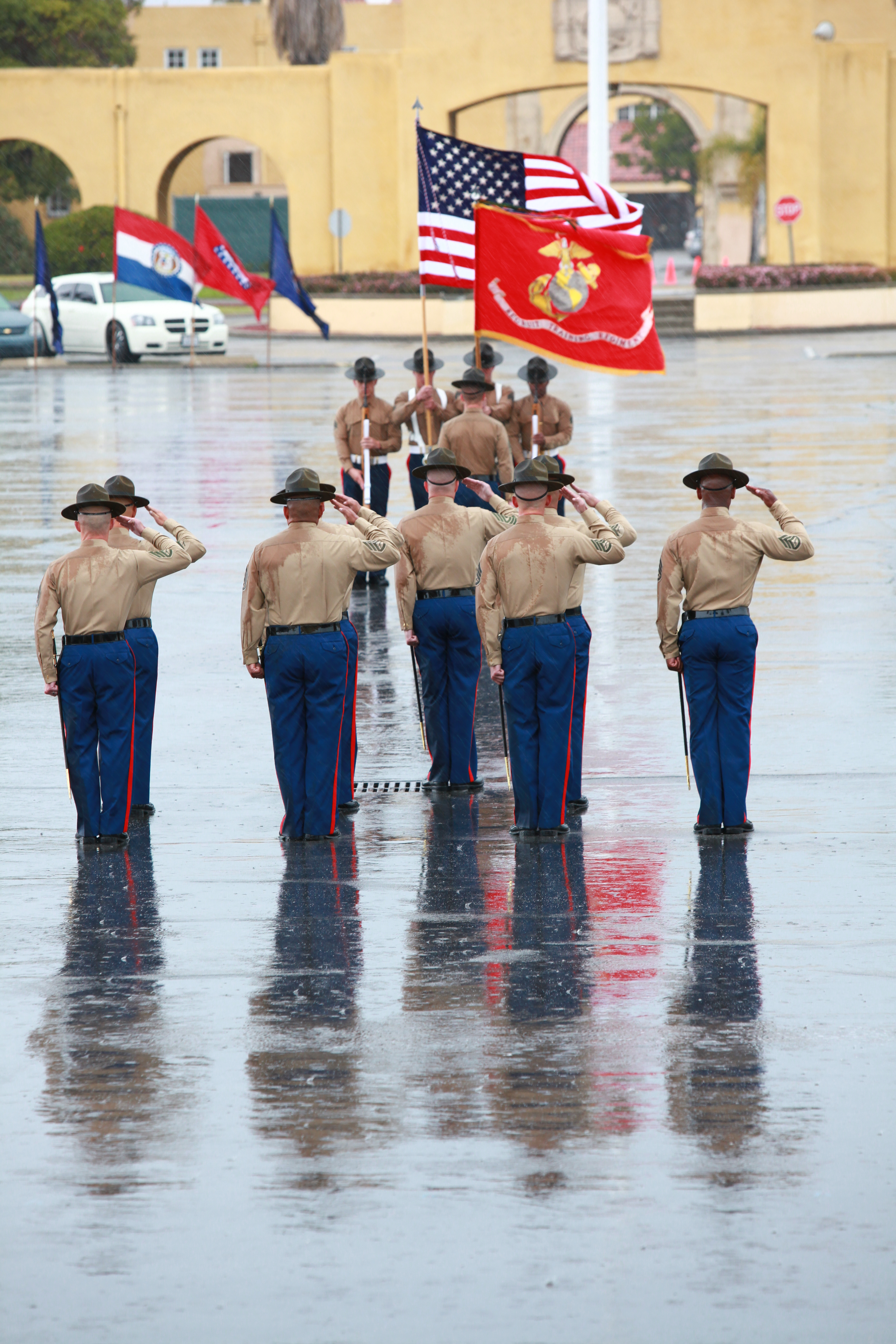
USMC drill instructors salute the national ensign during a graduation ceremony at MCRDPSD, 2013